# Neurochorema forsteri
Neurochorema forsteri là một loài Trichoptera trong họ Hydrobiosidae. Chúng phân bố ở miền Australasia.